# Jozef Čechvala
Jozef Čechvala (* 18. května 1953) je bývalý slovenský fotbalista, obránce.

## Fotbalová kariéra
V československé lize hrál za Jednotu Trenčín. Nastoupil v 50 ligových utkáních, ve kterých dal 1 gól. Ve druhé nejvyšší soutěži hrál i za Slovenský hodváb Senica.

## Ligová bilance
| Ročník                                      | Zápasy | Góly | Klub                    |
| ------------------------------------------- | ------ | ---- | ----------------------- |
| 1. československá fotbalová liga 1970/71    | 9      | 0    | Jednota Trenčín         |
| 1. československá fotbalová liga 1971/72    | 1      | 0    | Jednota Trenčín         |
| 2. československá fotbalová liga 1974/75    | -      | -    | Jednota Trenčín         |
| 1. československá fotbalová liga 1975/76    | 27     | 0    | Jednota Trenčín         |
| 1. československá fotbalová liga 1976/77    | 13     | 1    | Jednota Trenčín         |
| 1. slovenská národní fotbalová liga 1981/82 | 2      | 0    | Slovenský hodváb Senica |
| 1. slovenská národní fotbalová liga 1982/83 | 24     | 0    | Slovenský hodváb Senica |
| 1. slovenská národní fotbalová liga 1983/84 | 15     | 0    | Slovenský hodváb Senica |
| CELKEM 1. liga                              | 50     | 1    |                         |